# 斯瓦特霍爾斯赫伊峰
61°40′51″N 8°33′43″E / 61.6808°N 8.5619°E

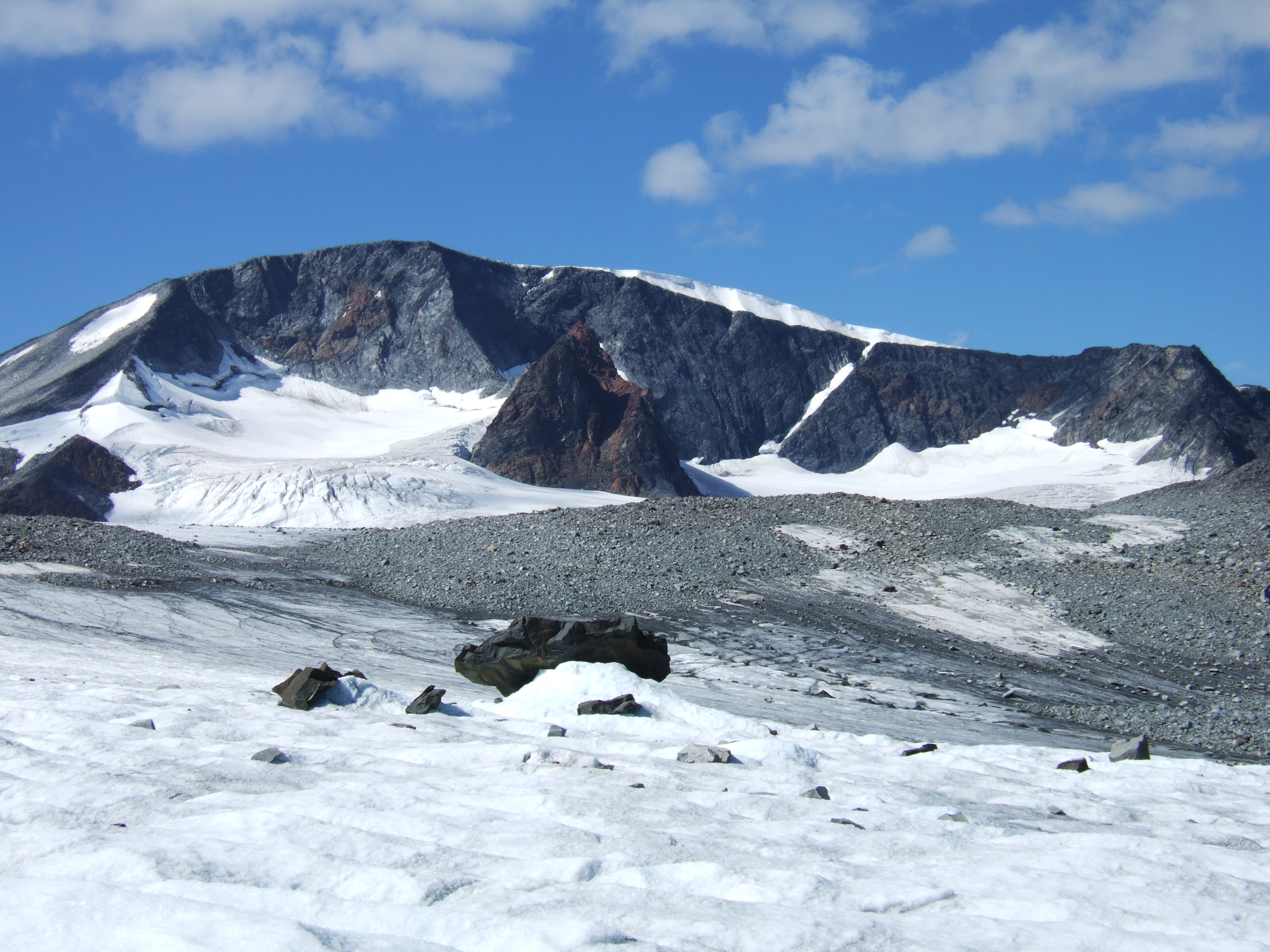

斯瓦特霍爾斯赫伊峰是挪威的山峰，位於該國東南部內陸郡，處於洛姆，距離首都奧斯陸230公里，屬於尤通黑門山脈的一部分，海拔高度1,732米。